# Hemeroblemma stiva
Hemeroblemma stiva là một loài bướm đêm trong họ Erebidae.